# Škoda Scala
O Škoda Scala é um hatchback de segmento C fabricado pela montadora tcheca Škoda Auto. O carro pretende caber entre o Fabia e o Octavia e ser um concorrente dos hatchbacks do segmento C. O Scala foi lançado em dezembro de 2018. Um configurador online ficou acessível em janeiro de 2019 e as vendas começaram oficialmente em maio de 2019.
Anteriormente, presumia-se que o novo carro se chamaria Felicia, Garde, Spaceback ou Popular, porém o nome Scala foi anunciado em 15 de outubro de 2018. Scala significa "escada" em latim, segundo a montadora representa um grande avanço no segmento C.  Este nome já apareceu diversas vezes no passado, incluindo o Renault Scala, que foi vendido entre 2012 e 2017, e o Zastava Skala, vendido entre 1971 e 2008. O Scala tem aparência e proporções muito semelhantes às do Skoda Rapid Spaceback que foi fabricado na República Tcheca de 2012-2019.